# Chrotogonus trachypterus
Chrotogonus trachypterus is een rechtvleugelig insect uit de familie Pyrgomorphidae. De wetenschappelijke naam van deze soort is voor het eerst geldig gepubliceerd in 1836 door Blanchard.